# Żelezinka
Żelezinka (kaz. i ros.: Железинка) – wieś w północnym Kazachstanie, w obwodzie pawłodarskim, nad Irtyszem, siedziba administracyjna rejonu Żelezin. W 2009 roku liczyła ok. 5 tys. mieszkańców.
Przystań nad Irtyszem. Utworzona w 1717 jako rosyjska twierdza kozacka (twierdza istniała do 1838), potem stanica kozacka, od 1900 - wieś.